# باشگاه فوتبال امپولی
باشگاه فوتبال امپولی  (به ایتالیایی: .Empoli F.C) باشگاه فوتبال ایتالیایی در شهر امپولی است که در سری آ رقابت می‌کند و در سال ۱۹۲۰ تأسیس شده‌است.

## بازیکنان برجسته پیشین
- السید هیساج
- مارک برشانو
- وینس گرلا
- ادر سیتادین مارتینز
- امیلسون کریباری
- ایگناتزیو آباته
- دانیله آدانی
- مارکو بوریلو
- راول بورتولتو
- لوکا بوچی
- آندریا کودا
- داریو داینلی (جوانان)
- آنتونیو دی ناتاله
- ادر سیتادین مارتینز
- سباستین جووینکو
- ماسیمو ماکارون
- کلودیو مارکیزیو
- وینچنزو مونتلا
- آندره‌آ راجی
- توماسو روکی
- لوچانو اسپالتی
- لوکا تونی
- پیوتر زیلینسکی
- زلاتکو دیدیچ
- مارسلو زالایتا
- مامه بابا تیام

## افتخارات
سری بی
- قهرمان (۲): ۲۰۰۴–۰۵, ۲۰۱۷–۱۸, ۲۰۲۰–۲۱